# Campo Alegre (Caracas)
Campo Alegre es un urbanización mayormente residencial ubicada en el municipio Chacao al este de Caracas en el centro norte de Venezuela.

## Geografía

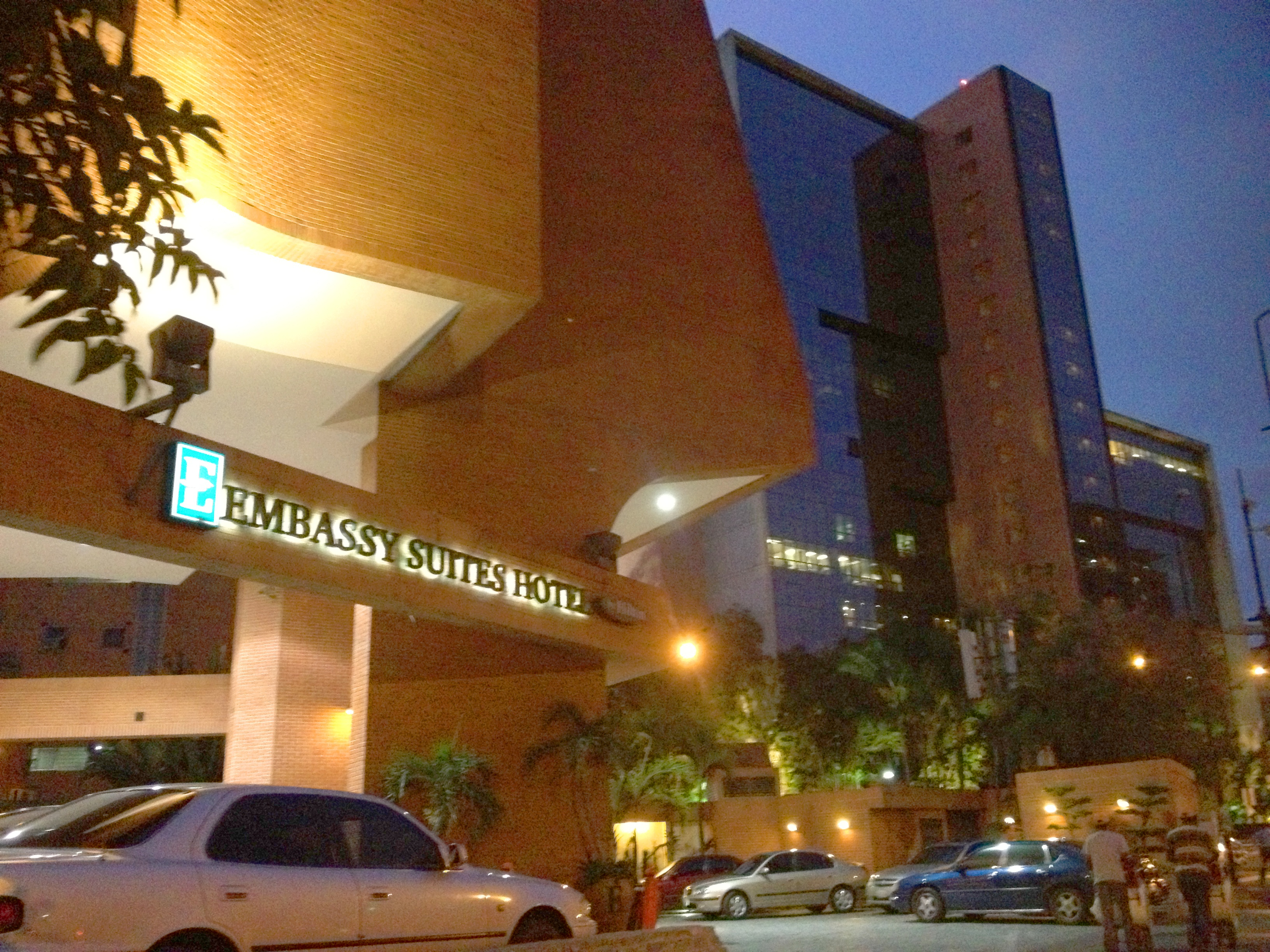
Hotel Embassy by Hilton y Torre Edicampo en Campo Alegre, Caracas.

Esta urbanización limita al norte y al oeste con El Bosque y Caracas Country Club, con La Castellana y al sur con El Rosal. Posee una superficie estimada en 32,5 hectáreas (0,32 kilómetros cuadrados) y hace parte tanto del Distrito Metropolitano de Caracas como del Estado Miranda. 
El sector alberga uno de los grandes hoteles de la ciudad, conocido como el Embassy Suites by Hilton y uno de los salones de fiestas más exclusivos de Caracas, la Quinta Esmeralda. [cita requerida] En esta urbanización se encuentran la embajada de la República de Colombia, la embajada de Serbia y el consulado de Portugal.

## Historia
De 1932 data el proyecto de Campo Alegre, que el arquitecto Manuel Mujica Millán tituló significativamente: "Plano de la Ciudad-Jardín de Campo Alegre". Allí vemos un universo de avenidas arboladas y diagonales como "ramblas" cruzándose en plazas a las que se asoman villas modernas, neocoloniales, neovascas y neobarrocas.
A pesar de los cambios en su arquitectura urbana, la plantación de Flor de la Reina y su rambla de mangos centenarios, nos invade de ese espíritu arcádico, de esa condición pseudourbana, de esa atmósfera de jardín sembrado de arquitectura que fue Campo Alegre, la Garden City de Mujica.
Con el ensanche de la carretera del Este y su creciente tráfico de automóviles, tranvías y autobuses, “Campo Alegre” queda escasamente a diez minutos de la Plaza Bolívar y su rápido desarrollo en plena crisis ha venido a demostrar una vez más que los bienes raíces constituyen en toda época la mejor inversión.[cita requerida]